# Cortodera cirsii
Cortodera cirsii là một loài bọ cánh cứng trong họ Cerambycidae.